# Maccarone
Maccarone ist ein aus Italien stammender Familienname. Besonders häufig kommt er in Sizilien vor. Mittlerweile sind allerdings mehr Personen mit diesem Nachnamen in den USA nachweisbar als in Italien.
Die berufsbezogene Namensbedeutung 'Schnellessensanbieter' geht historisch/etymologisch entweder auf handwerkliche Hersteller beziehungsweise Gastronomen von Pasta, also Nudelgerichten, oder von Makronen-Küchlein aus Mandeln und Eiern zurück.

## Prominente Namensträger
- Angelina Maccarone (* 1965), deutsche Filmregisseurin und Drehbuchautorin
- Juan Carlos Maccarone (1940–2015), argentinischer römisch-katholischer Bischof
- Massimo Maccarone (* 1979), italienischer Fußballspieler

## Belege
1. ↑  Siehe Namespedia
2. ↑  macaroni ‘deegwaren in de vorm van kromme pijpjes’, Etymologisch Woordenboek van het Nederlands
3. ↑  macaron (English, French, Finnish), Wiktionary